# IHeartRadio Music Award al miglior nuovo artista latino

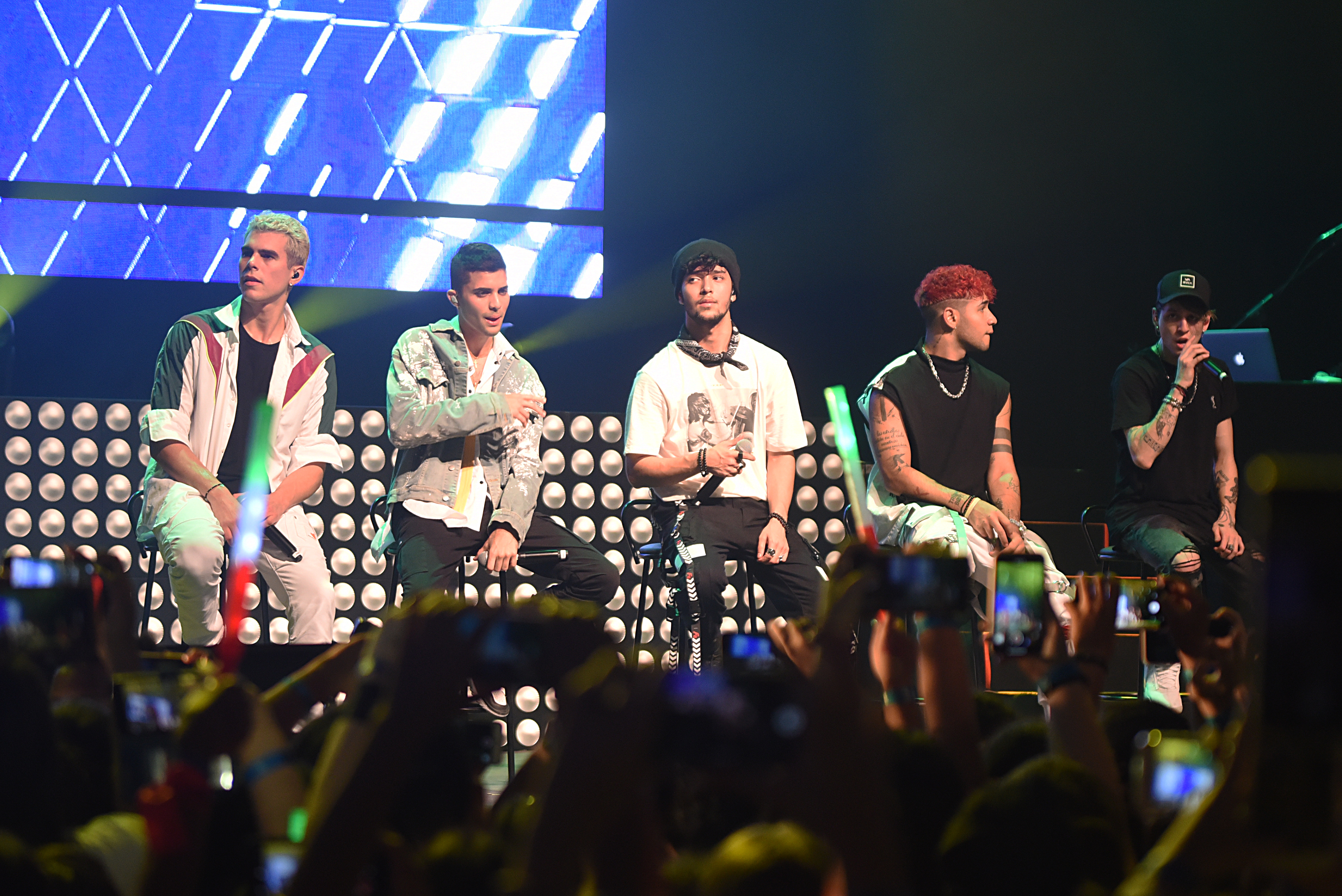
I CNCO sono stati i primi a ricevere l'iHeartRadio Music Award al Miglior nuovo artista latino.

L'iHeartRadio Music Award al miglior nuovo artista latino (iHeartRadio Music Award for Best New Latin Artist) è un premio assegnato annualmente a partire dal 2017 nell'ambito degli iHeartRadio Music Awards, dedicato agli artisti emergenti di musica pop latina. Il premio è stato assegnato per la prima volta alla boy band statunitense di musica latino-americana CNCO, in occasione della IV edizione della cerimonia.
In origine, nel periodo compreso tra il 2014 e il 2017, veniva assegnato il premio generale senza distinzione di genere, intitolato semplicemente Miglior nuovo artista (iHeartRadio Music Award for Best New Artist). Dall'edizione del 2017 in poi sono stati istituiti nuovi premi basati sull'appartenenza dei generi musicali degli artisti. La categoria generale Miglior nuovo artista è stata assegnata per l'ultima volta nel 2017, unica edizione in cui sono state presenti sia la categoria generale dei nuovi artisti sia le categorie suddivise in generi musicali, vinta dai The Chainsmokers.
Esclusivamente per l'edizione del 2020 la titolazione del premio è stata variata in Miglior nuovo artista pop latina/urban (iHeartRadio Music Award for Best New Latin Pop/Urban Artist).

## Vincitori e candidati
I vincitori sono posizionati al primo posto e evidenziati in grassetto.
- 2017[5]
  - CNCO
  - Christian Daniel
  - Sofía Reyes
  - Carlos Rivera
  - IAmChino
- 2018[6]
  - Ozuna
  - Abraham Mateo
  - Bad Bunny
  - Karol G
  - Danny Ocean
- 2019[7]
  - Manuel Turizo
  - Lele Pons
  - Mau y Ricky
  - Nio Garcia
  - Raymix
- 2020[4]
  - Rosalía
  - Camilo
  - Guaynaa
  - Lunay
  - Sech
- 2021[8]
  - Rauw Alejandro
  - Chesca
  - Jay Wheeler
  - Natanael Cano
  - Neto Bernal
- 2022[9]
  - Grupo Firme
  - Eslabón Armado
  - María Becerra
  - Nicki Nicole
  - Tokischa
- 2023[10]
  - Kali Uchis
  - Blessd
  - Quevedo
  - Ryan Castro
  - Venesti
- 2024[11]
  - Young Miko
  - Bad Gyal
  - Gale
  - Mora
  - Yng Lvcas
- 2025[12][13]
  - Kapo
  - Christian Alicea
  - Cris MJ
  - Ela Taubert
  - FloyyMenor